# Нунатак

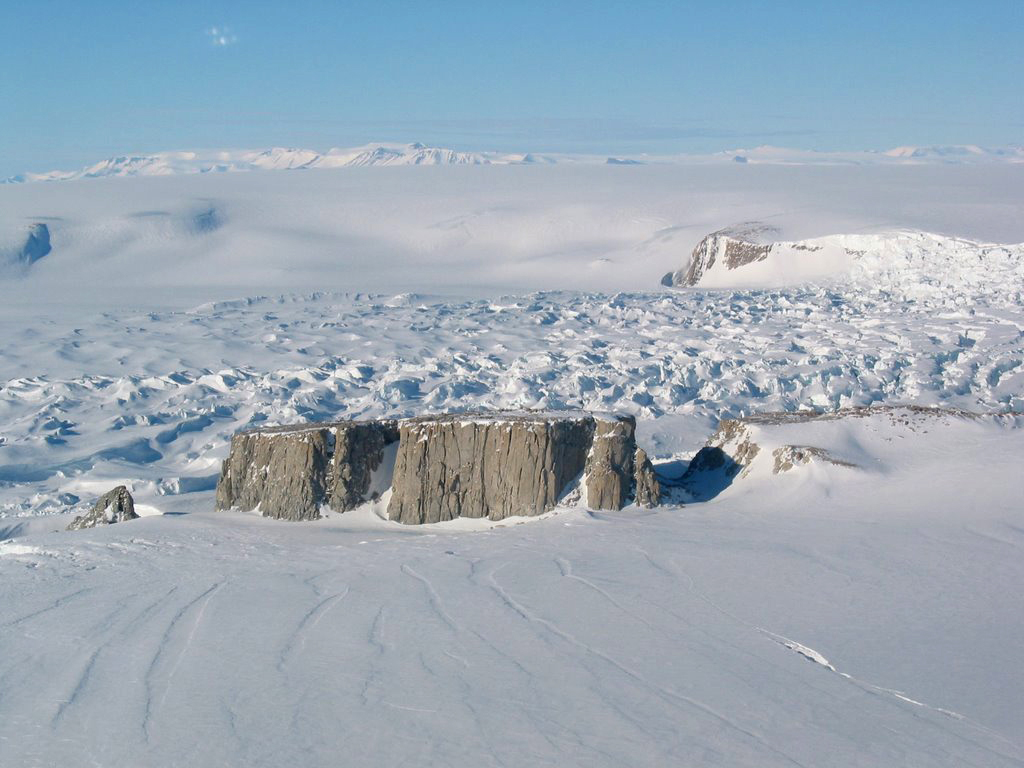
Нунатак Стар, Земля Вікторії, Антарктида.

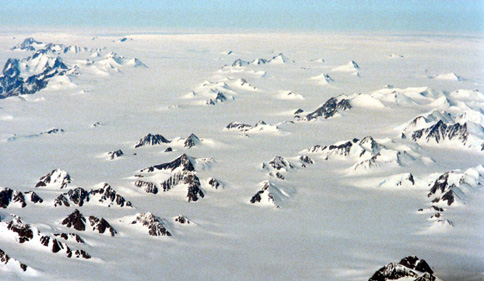
Нунатаки Східної Гренландії.

Нунатак (від гренл. nuna — «поодинокий» та гренл. taaq — «скеля», «вершина») — окрема скеля, кам'яний виступ, що виступає над поверхнею льодовика. Слово ескімоського походження, що увійшло в європейські мови не пізніше 1880-х років. Нунатаки є звичною формою периферійного рельєфу льодовиків Антарктиди, Гренландії та Канадського Арктичного архіпелагу у зоні абляції, де товща криги менша.
Ті нунатаки, які раніше цілком вкривалися льодом, мають округлі вершини, часто вкриті льодовиковим штрихуванням. Для їх позначення іноді використовують термін ісландського походження «нунакол» (англ. Nunakol).